# Avenida Nossa Senhora de Copacabana

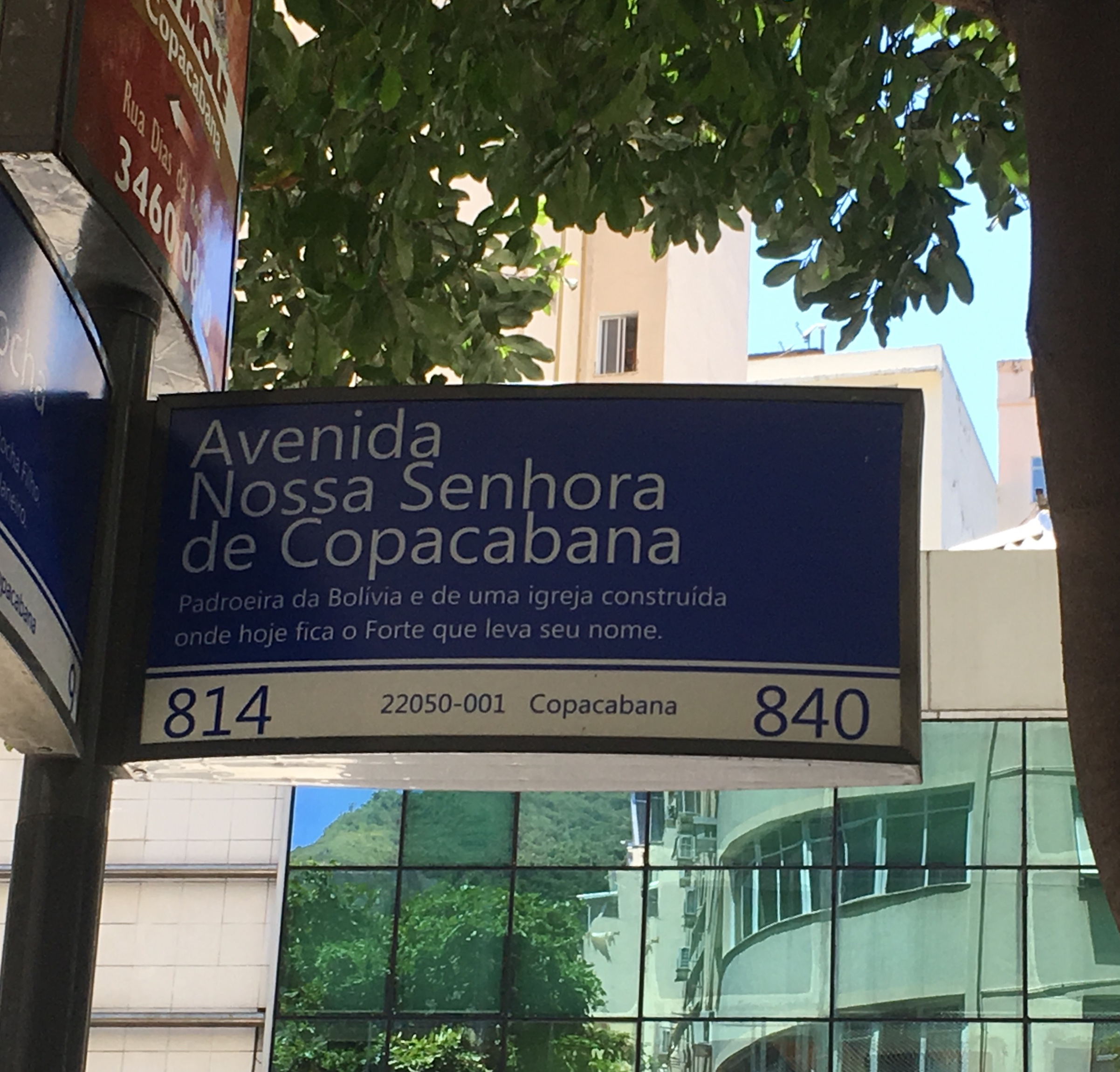
Esquina Av. Nossa Senhora de Copacabana com a Rua Dias da Rocha

A Avenida Nossa Senhora de Copacabana é um logradouro no bairro de Copacabana no Rio de Janeiro. Corre paralela à Praia de Copacabana e a dois quarteirões acima da costa da Avenida Atlântica. No nordeste, começa no Leme e vai até o final de Copacabana, a sudoeste.

## Características

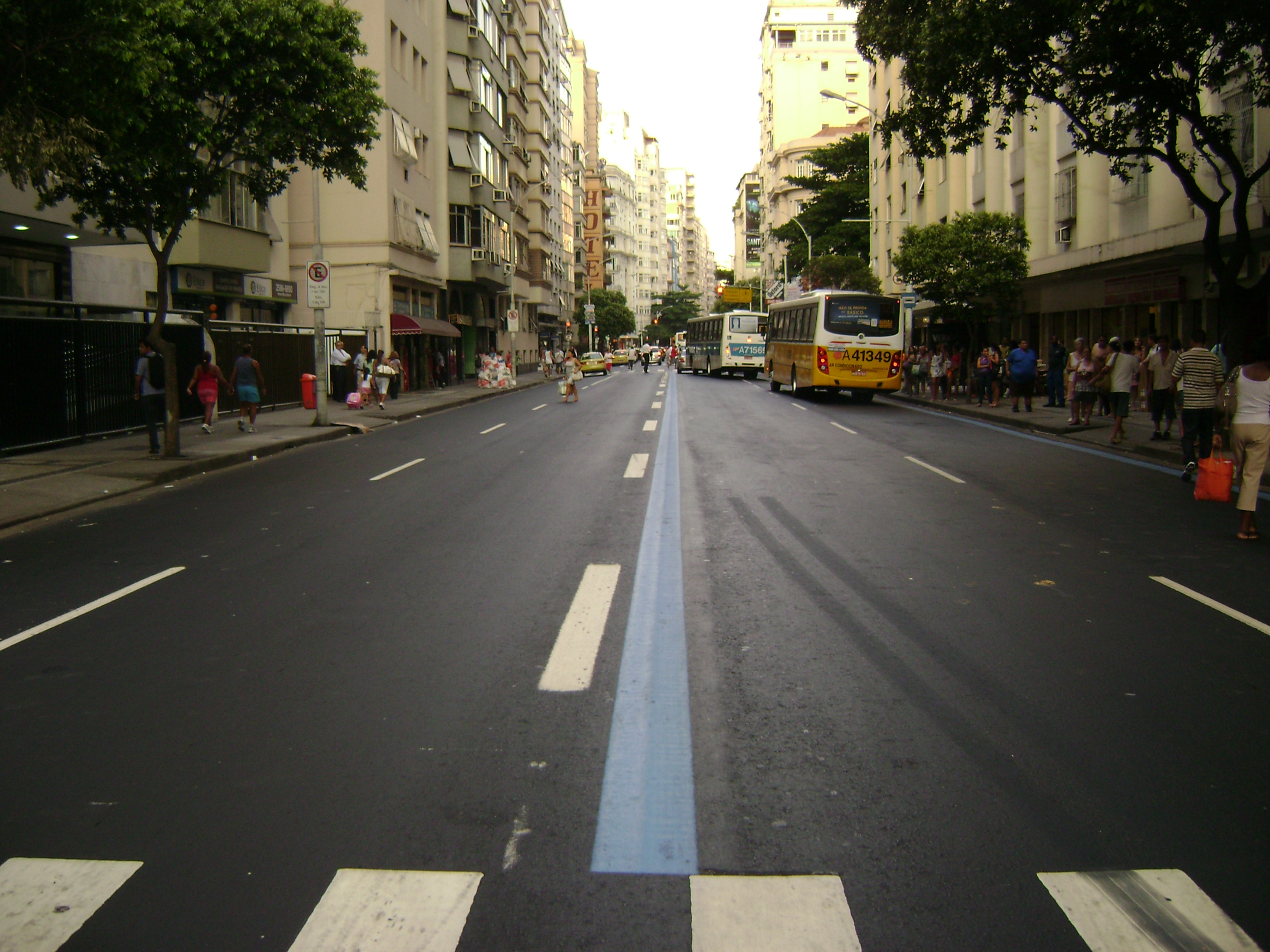
Avenida em 2011

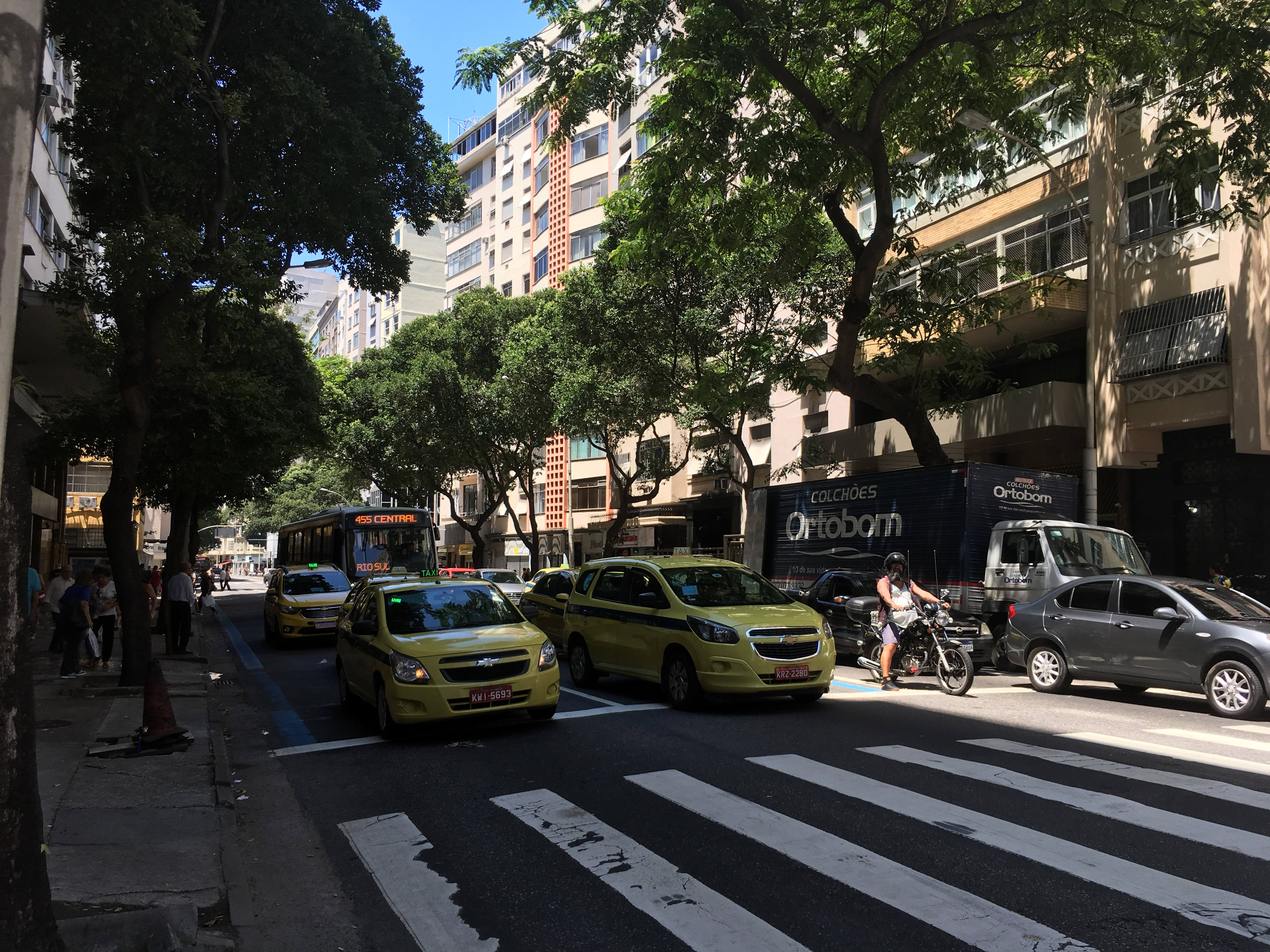
Avenida em 2018

É a rua mais comercial de Copacabana e conta com várias lojas de moda e bancos. Além dos fundos do hotel Copacabana Palace, estar localizado na rua. Ao longo da rua é possível encontrar diversas redes de restaurante como: Bob’s, McDonalds, Burger King e Subway. A maioria das rotas de ônibus por Copacabana também passa pela avenida. Também possui uma rede grande de supermercados e cartórios. 
A avenida leva o nome da Virgem boliviana de Copacabana, que também nomeia o bairro de mesmo nome.